# Vilém ze Sonnacu

Vilém ze Sonnacu († 11. února 1250) byl v letech 1247–1250 velmistrem řádu templářů. Původně působil ve 30. letech 13. století jako preceptor řádu v Akvitánii. Velmistrem byl zvolen v roce 1247 po smrti Armanda z Périgordu. Do Palestiny přijel na podzim 1247 v situaci, kdy byly křižácké státy těžce svírány egyptským sultánem al-Sálihem Ajjůbem. Tomu se podařilo ovládnout území Tiberiady a Aškalonu v jižní Palestině.
17. září 1248 byl mezi představiteli křižáckých států, kteří přijeli přivítat na Kypr francouzského krále Ludvíka IX. Ludvík již dlouho uvažoval o uspořádání výpravy proti nevěřícím a právě v létě 1249 se odhodlal k provedení svého záměru. Cílem této křížové výpravy byl Egypt. Vilém se jako velmistr templářů tažení také účastnil. Křižákům se stejně jako při předchozí výpravě podařilo obsadit město Damiettu, avšak tentokrát se nezastavili a pokračovali dále na Káhiru.

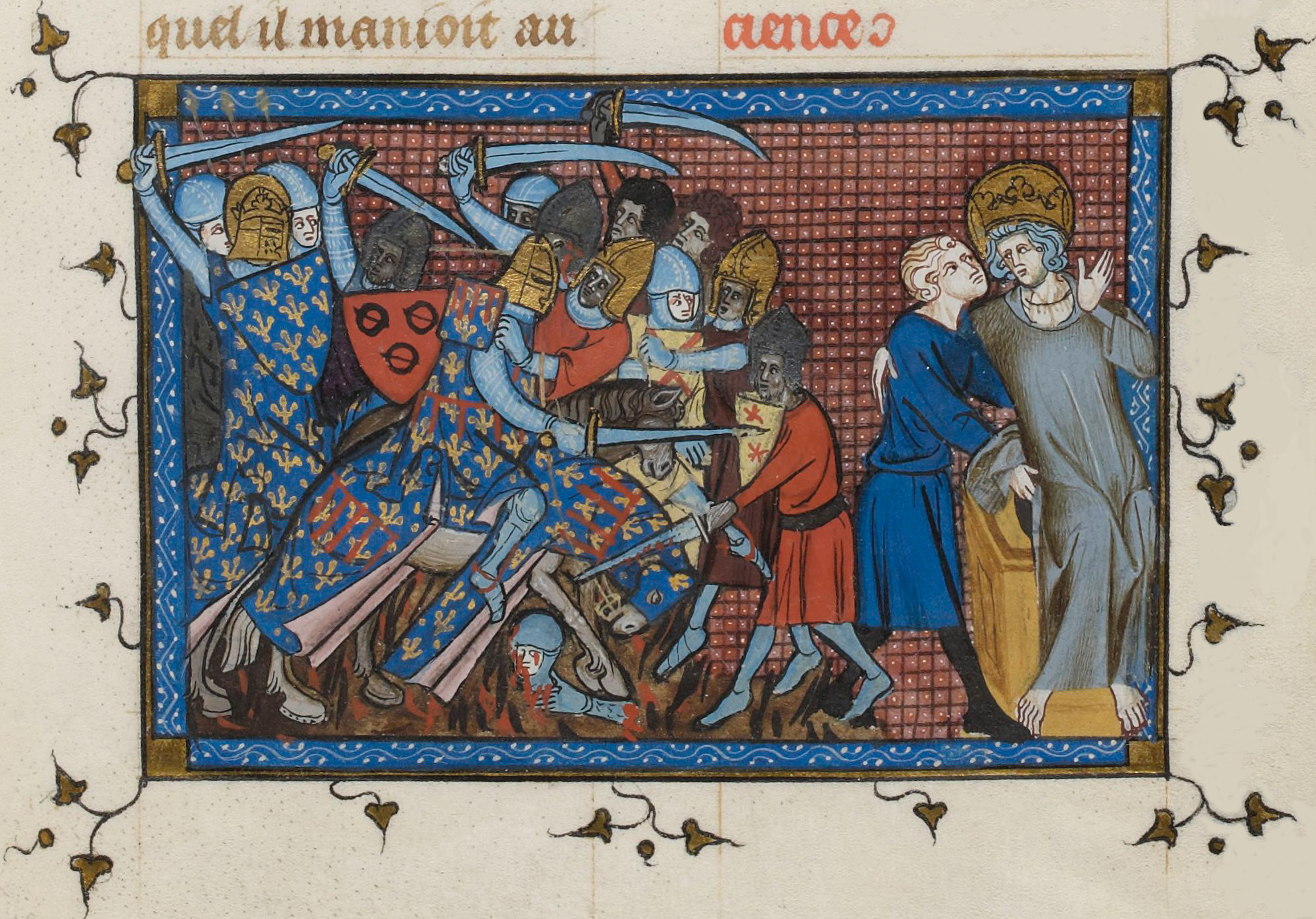
Bitva u Mansúry (středověká iluminace)

V únoru 1250 při přecházení Nilu se však část vojska pod velením králova bratra Roberta z Artois nechala strhnout k útoku na město Mansúru, třebaže jej od toho Vilém společně s Vilémem ze Salisbury odrazoval. Křivolaké uličky Mansúry se pak pro křižáky staly pastí.
| „                   | Když jim přišlo na mysl vrátit se, Turci je v úzkých ulicích města Mansurah zasypali trámy a břevny. Tam přišel o život i hrabě z Artois, urozený pan z Coucy, jménem Raul, a takový počet jiných rytířů, že byli odhadnuti na třista. | “ |
| — Jean de Joinville | |   |

Kromě hraběte z Artois a ze hraběte ze Salisbury tam padlo také 300 rytířů a 280 templářů. Zbylé vojsko se po přebrodění zastavilo před Mansúrou a snažilo se tam čelit neustálým útokům muslimů. V těchto bojích Vilém přišel o obě oči, což bylo i příčinou jeho smrti.
| „                   | A v tomto boji bratr Vilém, mistr templářů, přišel o oko, druhé ztratil již v bitvě na masopustní úterý, na to také urozený pán zemřel, Bůh mu odpusť jeho hříchy! | “ |
| — Jean de Joinville | |   |